# Say My Name (Destiny's Child)
Say My Name è un singolo del gruppo musicale statunitense Destiny's Child, pubblicato il 29 febbraio 2000 come terzo estratto dall'album The Writing's on the Wall.

## Descrizione
Prodotto da Rodney "Darkchild" Jerkins e scritto dai membri originali del gruppo e dai collaboratori del produttore, Fred Jerkins III e LaShawn Daniels, il singolo è arrivato al primo posto sia nella Billboard Hot 100 che nelle classifiche R&B, oltre a essere arrivato ai vertici anche alle classifiche australiane. Grazie a questo pezzo il gruppo ha vinto il suo primo Grammy e il suo primo MTV Video Music Award, entrambi nelle categorie R&B.

## Video musicale
Quando il video di Say My Name, diretto da Joseph Kahn, è stato presentato in anteprima mondiale su BET il 15 febbraio del 2000, il pubblico è rimasto attonito nel vedere 2 nuovi membri nella band: Michelle Williams e Farrah Franklin appaiono per la prima volta in un video delle Destiny's Child, come sostitute delle ex componenti Letoya Luckett e LaTavia Roberson. Nel video ogni componente appare in una stanza diversa arredata da soggiorno secondo uno stile da pop art con 2 comparse femminili e una maschile nei panni del ragazzo della componente del gruppo; ogni stanza ha un colore diverso: arancio per Beyoncé, blu per Kelly Rowland, rosso per Farrah e bianco per Michelle. I colori dei vestiti delle ragazze si abbinano a quelli delle stanze. Nel video, Kelly Rowland è l'unica ad avere i capelli abbinati al colore della stanza, cioè blu. Il gruppo appare insieme solo durante il ponte della canzone, in un set allestito come garage con automobili nere, enormi ventole sullo sfondo e un corpo di ballo femminile vestito di nero. In questa scena le cantanti indossano dei top attillati arancio e dei pantaloni di pelle nera lucida.
Inizialmente la coreografia del video sarebbe dovuta essere molto più complessa, ma i nuovi membri del gruppo non avevano ancora familiarità a ballare con tacchi alti, per cui è stata semplificata.

## Problemi legali
Nel dicembre 1999, i membri LeToya Luckett e LaTavia Roberson tentarono di separarsi dal manager Mathew Knowles, sostenendo che tratteneva una quota sproporzionata dei profitti del gruppo e favoriva ingiustamente la figlia Beyoncé e la nipote Kelly Rowland. Sebbene le due cantanti non avessero mai espresso l'intenzione di lasciare il gruppo, ma di essere rappresentate da un secondo manager, vennero sostituire da due nuove componenti del gruppo, Farrah Franklin e  Michelle Williams, nel momento della registrazione del video per Say My Name. Le due ex componenti avviano una causa legale contro Knowles, sostenendo che il manager «ha tentato di ottenere la tutela legale come tutore di Luckett e Roberson, si è rifiutato di condividere informazioni finanziarie con loro e i loro genitori e le abbia sostituite senza informarle».
Verso la fine del 2000, Roberson e Luckett lasciarono cadere la parte della loro causa rivolta a Rowland e Knowles in cambio di un accordo, anche se continuarono l'azione contro il loro manager. Come parte dell'accordo, ad entrambe le parti fu proibito di parlare l'una dell'altra pubblicamente.

## Riconoscimenti
La canzone è una delle più premiate delle Destiny's Child, e quella che ha permesso alla band di vincere i primi premi importanti. Nominato in tre categorie (Best R&B Video, Best Group Video e Best Pop Video), il video ha vinto come miglior video R&B agli MTV Video Music Awards del 2000. Nel 2001 la canzone permette al gruppo di portare a casa ben due Grammy Awards: uno nella sezione Best R&B Performance by a Duo or Group with Vocals e l'altro in quella Best R&B Song. Tra gli altri premi le ragazze sono riuscite a prendere anche un Soul Train Lady of Soul Award come Best R&B/Soul Single, Group, Band or Duo e un BMI Pop award.
Il canale musicale statunitense VH1 ha inserito il brano nella lista delle 100 migliori canzoni degli anni '90 alla posizione numero 17. I critici di Rolling Stone hanno incluso la canzone tra le dieci migliori del 2000. La webzine Pitchfork ha inserito la canzone alla posizione 131 nella lista delle 500 migliori tracce degli anni 2000, definendola "DC al loro meglio", ed elogiando sia l'interpretazione delle ragazze, le quali "si fermano e partono come robot ultra-pregiati", sia "l'arsenale di effetti di R&B futuristico" del produttore Rodney "Darkchild" Jerkins.

## Successo commerciale
Say My Name ha fatto il suo ingresso nella Hot 100 al numero 83. Tredici settimane più tardi è arrivato in cima alla classifica, diventando la seconda numero 1 in USA del gruppo dopo Bills, Bills, Bills. La canzone è rimasta per 3 settimane di seguito in vetta a 3 classifiche di Billboard: la Hot 100, la Hot 100 Airplay (basata esclusivamente sul passaggio radiofonico) e la Hot R&B/Hip-Hop Singles & Tracks. Say My Name è stato il terzo singolo del gruppo ad ottenere la certificazione di disco d'oro dalla RIAA. In Australia è diventato il successo più grande della band nel paese e il secondo numero 1 di un gruppo R&B (dopo No Scrubs delle TLC): dopo essere entrato in classifica al numero 48 il 20 febbraio 2000 ed essere rientrato dopo un'assenza di 2 settimane al numero 39, il 7 maggio 2000 il singolo è arrivato al numero 1, dove è rimasto per ben 4 settimane, superando così il successo statunitense. In Nuova Zelanda è stata la loro prima canzone ad entrare in top5 (al numero 4), e il singolo di maggior successo tratto da The Writing's On The Wall. Nel Regno Unito, con una posizione al numero 3 e 190 000 copie vendute, è diventata la loro hit maggiore fino alla pubblicazione di Independent Women Part I. In Francia è stato il primo pezzo del gruppo ad entrare nella top10 (al numero 10), e il suo successo in questo paese è secondo solo a Lose My Breath (#8). In Svezia è arrivato al numero 16, diventando la loro prima hit in top20. In Norvegia è stato il loro secondo singolo a entrare in top10 dopo No, No, No. Tra tutte le nazioni europee l'unica in cui il singolo non ebbe alcuna ricezione fu proprio l'Italia, dove le ragazze non erano ancora riuscite a sfondare (faranno il loro debutto nella classifica del Bel Paese soltanto l'anno seguente con Independent Women Part I).
Il gruppo con questo brano ha collezionato anche la loro prima numero 1 in Asia, oltre che nelle Filippine, dove è diventato il singolo con un maggior numero si settimane (sette) al numero 1 di qualsiasi gruppo femminile. Grazie al successo mondiale della canzone, l'album ha incrementato le vendite in tutto il mondo.
Il 20 aprile 2000 le Destiny's Child hanno aperto l'ultimo concerto del ...Baby One More Time Tour, a Honolulu nelle Hawaii, della Reginetta del Pop Britney Spears esibendosi proprio con Say My Name.

## Classifiche
| Classifica (2000)         | Posizione massima |
| ------------------------- | ----------------- |
| Australia                 | 1                 |
| Belgio (Vallonia)         | 7                 |
| Belgio (Fiandre)          | 19                |
| Canada                    | 9                 |
| Filippine                 | 1                 |
| Francia                   | 10                |
| Germania                  | 14                |
| Norvegia                  | 8                 |
| Nuova Zelanda             | 4                 |
| Paesi Bassi               | 7                 |
| Regno Unito               | 3                 |
| Stati Uniti               | 1                 |
| Stati Uniti (R&B/hip-hop) | 1                 |
| Svezia                    | 16                |
| Svizzera                  | 20                |

## Tributi
Say My Name ha avuto un tale successo da essere citata in diverse canzoni hip-hop. Mos Def inizia la prima strofa del brano Oh No ripetendo due volte "Say My Name" come nel ritornello originale. In The Blast, Talib Kweli dice "Say my name, say my name (Kweli), like Destiny's Child". Anche Silkk the Shocker, che aveva lavorato con le Destiny's Child nel suo singolo di debutto del 1998 Just Be Straight with Me, cita la canzone nel brano That's Cool, dicendo "Have her saying my name like Destiny's Child".
Il brano viene citato anche nel ritornello di Drake nel singolo di Rihanna What's My Name?.
Nel singolo Right There del 2011 di Nicole Scherzinger il rapper 50 Cent cita la canzone in una strofa dicendo "Say My name Say My Name".